# Prise de la Bastille
Pour les articles homonymes, voir Bastille (homonymie) et 14 juillet (homonymie).
Révolution française
Batailles
- Émeutes des 12 et 13 juillet 1789
- Prise de la Bastille
- Journées des 5 et 6 octobre 1789
- Fusillade du Champ-de-Mars
- Journée du 20 juin 1792
- Prise des Tuileries
- Massacres de Septembre
- Journées du 31 mai et du 2 juin 1793
- 9-Thermidor
- Insurrection du 12 germinal an III
- Insurrection du 1er prairial an III
- Insurrection royaliste du 13 vendémiaire an IV
- Coup d'État du 18 fructidor an V
- Coup d'État du 30 prairial an VII
- Coup d'État du 18 Brumaire

La prise de la Bastille, survenue le mardi 14 juillet 1789 à Paris, est l'un des événements inauguraux et emblématiques de la Révolution française. Cette journée, durant laquelle la Bastille est prise d'assaut par des émeutiers est, dans la tradition historiographique, considérée comme la première intervention d'ampleur du peuple parisien dans le cours de la Révolution et dans la vie politique française.
Le siège et la reddition de la forteresse royale s'inscrivent dans une période de vide gouvernemental, de crise économique et de tensions politiques, à la faveur de la réunion des états généraux et de leur proclamation par le Tiers état en Assemblée constituante. L'agitation du peuple parisien est à son comble à la suite du renvoi de Jacques Necker (annoncé le 12 juillet par le journaliste Camille Desmoulins) et du fait de la présence de troupes mercenaires aux abords de la ville.
Si son importance est relative sur le plan militaire, l'événement est sans précédent par ses répercussions, par ses implications politiques et son retentissement symbolique. La reddition de la Bastille fit l'effet d'un séisme en France comme en Europe et jusqu'en Russie impériale. La forteresse était défendue par une centaine d’hommes (suisses et allemands) qui firent près de cent morts parmi les assiégeants. Il y en eut six parmi les assiégés, dont le gouverneur de Launay.
D'emblée, l'événement est considéré comme un tournant radical dans le cours des événements par les Parisiens et le pouvoir royal. Il marque l'effondrement de l'administration royale et provoque une révolution municipale. La capitale puis le pays se mobilisent derrière les constituants. De plus, il est immédiatement mis en scène et célébré par ses partisans. Il revêt par la suite une charge symbolique extrêmement forte dans la culture politique républicaine.
La Fête de la Fédération fut organisée à la même date l’année suivante, pour coïncider avec le premier anniversaire de l’évènement. La date du 14 juillet fut ensuite choisie en 1880 pour célébrer la fête nationale française.

## Contexte
La prise de la Bastille s'inscrit dans le mouvement de mobilisation populaire et politique qui agite les villes du royaume de France pendant l'été 1789. L'événement accompagne la révolution politique initiée par les députés des états généraux réunis à Versailles, qui depuis le 20 juin (date du serment du Jeu de paume) cherchent à s'imposer au roi comme Assemblée nationale constituante.

### Mobilisation populaire
Le peuple de Paris était inquiet depuis plusieurs jours, craignant que les troupes mercenaires étrangères massées autour de la capitale depuis juin ne finissent par être utilisées contre les états généraux ou pour servir un hypothétique massacre de la population des « patriotes ». Les échos et la publicité des débats de l'Assemblée ont autant compté dans la mobilisation populaire que « la colère et des peurs cumulées dans les différentes strates de la population parisienne », peur d'un « complot aristocratique », peur de la disette alimentée par les fantasmes d'un « pacte de famine ». Au 14 juillet, le prix du pain atteint son maximum depuis le règne de Louis XIV. La question frumentaire est au cœur de l'insurrection. Le portrait des émeutiers confirme ces préoccupations de subsistance : « gens de métiers », artisans, commis de boutiques. Les cortèges sont composés de salariés des faubourgs, pères de famille, pour les deux tiers alphabétisés,,.

### Attitude de l'administration royale et du gouvernement
Le site de la Bastille, où le baron de Besenval a fait entreposer la poudre de l'arsenal, est connu pour sa faiblesse stratégique. Son gouverneur a été désavoué par ses supérieurs et Besenval lui-même affirme avoir cherché à lui donner un remplaçant au début du mois de juillet. La situation exige des moyens humains et militaires supplémentaires. Broglie demande à son lieutenant de renforcer les effectifs de trente soldats suisses et envoie des canonniers pour examiner « si les pièces sont en état, et les servir, si cela devenait nécessaire, ce qui serait bien malheureux, mais est heureusement dénué de toute vraisemblance ». La Bastille en 1789 est défendue par une garnison de seulement 32 soldats suisses détachés du régiment de Salis-Samade et 82 vétérans invalides de guerre.

## Soulèvement de Paris (11-17 juillet)

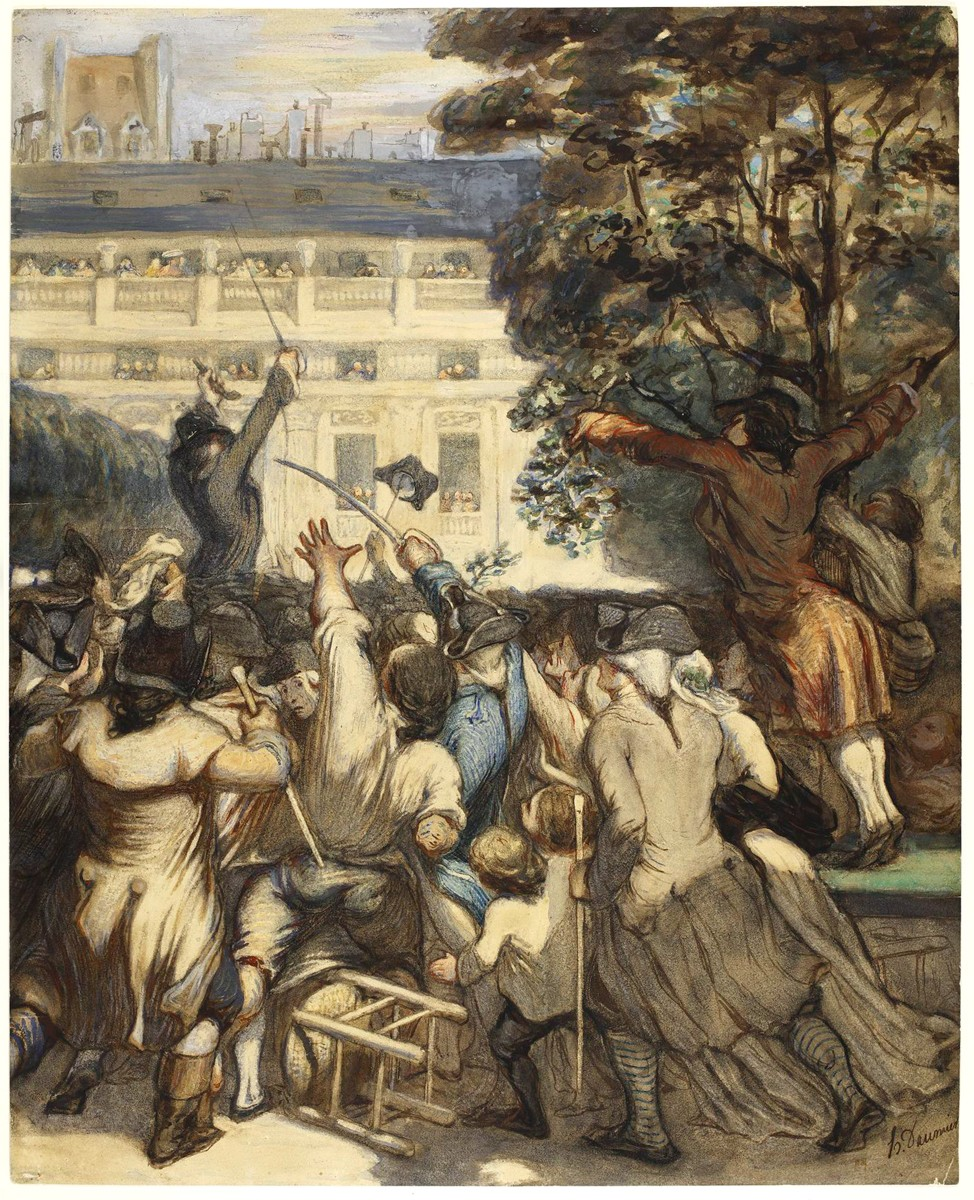
Camille Desmoulins haranguant la foule au Palais-Royal, peinture d'Honoré Daumier, 1850.

Pendant près de dix jours, du 9 au 17 juillet, des incidents éclatent aux barrières (postes d'octroi) de Paris jusqu'à voir une quarantaine de bureaux incendiés sur les cinquante-quatre que compte le mur des Fermiers généraux. L'objectif de ces émeutes est clair : supprimer les droits d'entrée dans Paris. Bien que décorrélée de la prise de la Bastille, la « prise des barrières », mêlant aussi bien le peuple parisien que les brigands, témoigne déjà d'un contexte insurrectionnel.
Le matin du dimanche 12 juillet 1789, les Parisiens sont informés du renvoi de Necker, la nouvelle se répand dans Paris. À midi, au Palais-Royal, un avocat et journaliste alors peu connu, Camille Desmoulins, monte sur une chaise du café de Foy et harangue la foule des promeneurs et l’appelle « à prendre les armes contre le gouvernement du roi ». Dans les rues de Paris et dans le jardin du Palais-Royal, de nombreuses manifestations ont lieu, les bustes de Jacques Necker et de Philippe d’Orléans sont portés en tête des cortèges. Le régiment de cavalerie, le Royal-Allemand, charge la foule amassée aux Tuileries. On compte plusieurs blessés dont des femmes et enfants, et trois tués parmi les émeutiers. En début de soirée, Pierre-Victor de Besenval de Brünstatt, à la tête des troupes installées à Paris, donne l’ordre aux régiments suisses cantonnés au Champ-de-Mars d’intervenir.
La foule des émeutiers exige la baisse du prix des grains et du pain. Une rumeur circule dans Paris : au couvent Saint-Lazare et à la Bastille seraient entreposés les grains ; le couvent est pillé à six heures. Deux heures plus tard, une réunion des « électeurs » de la capitale se tient à l’hôtel de ville (ceux qui, au deuxième degré, ont élu les députés des états généraux). À leur tête se trouve le prévôt des marchands de Paris, Jacques de Flesselles. Au milieu d’une foule déchaînée, ils décident de former un « comité permanent » (appelé « municipalité insurrectionnelle », il se substitue à la vieille municipalité royale) et prennent la décision de créer une « milice bourgeoise » de 48 000 hommes, afin de maîtriser les débordements populaires et soutenir et défendre l'action de l'Assemblée nationale,. Chaque homme portera comme marque distinctive une cocarde aux couleurs de Paris, rouge et bleu. Pour armer cette milice, les émeutiers mettent à sac le Garde-Meuble où sont entreposées des armes de collections anciennes. Sur ordre de Jacques de Flesselles, on lance la fabrication de 50 000 piques. À 17 heures, une délégation des électeurs parisiens se rend aux Invalides pour réclamer les armes de guerre qui y sont entreposées. Le gouverneur refuse. La Cour ne réagit pas. Les électeurs n’obtiennent pas les armes.
Le 14 juillet, 10 h, les émeutiers s’emparent des fusils entreposés aux Invalides. Devant le refus de son gouverneur, une foule composite — près de 80 000 personnes dont un millier de combattants — se présente pour s’en emparer de force. Pour défendre l’hôtel des Invalides il existe des canons servis par des invalides mais ceux-ci ne paraissent pas disposés à ouvrir le feu sur les Parisiens. À quelques centaines de mètres de là, plusieurs régiments de cavalerie d’infanterie et d’artillerie campent sur l’esplanade du Champ-de-Mars, sous le commandement de Pierre-Victor de Besenval. Celui-ci réunit les chefs des corps pour savoir si leurs soldats marcheraient sur les émeutiers. Informé de leur refus, Besenval décide d'abandonner sa position et de mettre ses troupes en route vers Saint-Cloud et Sèvres. La foule escalade les fossés, défonce les grilles, descend dans les caves et s’empare des 30 000 à 40 000 fusils à poudre noire qui y sont stockés ainsi que vingt pièces de bouches à feu et d’un mortier. Les Parisiens sont désormais armés. Il ne leur manque que de la poudre à canon et des balles. Le bruit court qu’il y en a au château de la Bastille,,. Besenval avait en effet donné l'ordre de stocker la poudre dans la forteresse.

## Siège de la Bastille

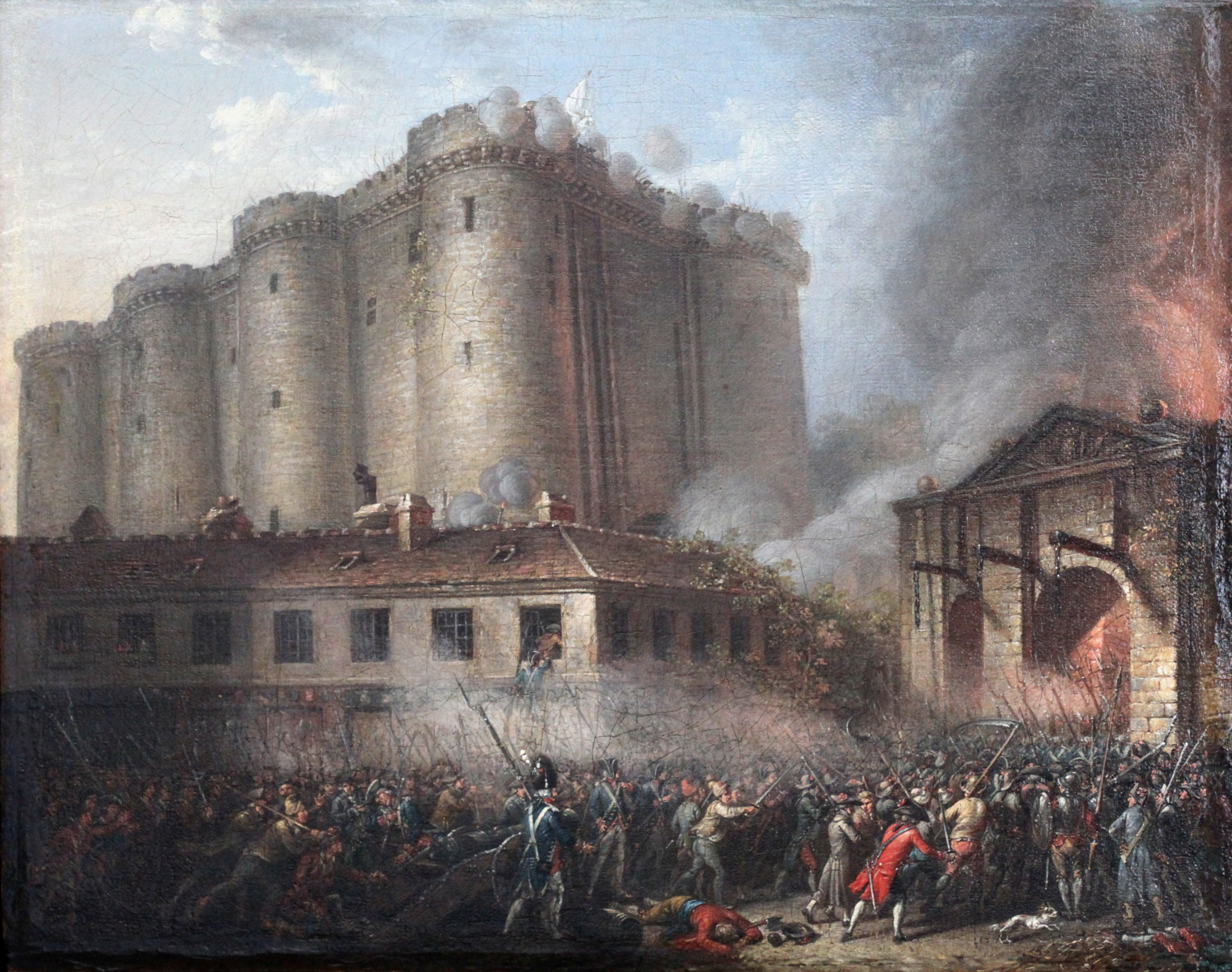
La Prise de la Bastille, anonyme vers 1790, musée de la Révolution française.

À 10 h 30, une délégation de l'Assemblée des électeurs de Paris se rend à la Bastille. Les membres du Comité permanent n'envisagent pas de prendre le bâtiment par la force mais souhaitent ouvrir la voie des négociations. Pressés par la foule des émeutiers, notamment ceux du faubourg populaire de Saint-Antoine où l'affaire Réveillon a été un épisode marquant de la pré-révolution, les électeurs envoient une délégation au gouverneur de la Bastille, Bernard-René Jourdan de Launay. Ce dernier a pris soin de la mettre en défense en calfeutrant des fenêtres, surélevant des murs d'enceinte et en plaçant des canons sur les tours et derrière le pont-levis,. La délégation a pour mission de demander le retrait des canons et la distribution de la poudre et des balles aux Parisiens qui forment la « milice bourgeoise ». En effet, au-dessus du portail monumental de la Bastille construit en 1643, se trouve un arsenal, magasin d'armes et de poudre. Par mesure de sécurité, de Launay les fait déplacer la nuit précédente vers une cour intérieure. Cette délégation est reçue avec amabilité, elle est même invitée à déjeuner, mais repart sans avoir eu gain de cause. Cependant, la foule s'impatiente et certains imaginent que la délégation est retenue prisonnière. Ce quiproquo aggrave les tensions.
À 11 h 30, une deuxième délégation menée à l'initiative de Jacques Alexis Thuriot, accompagné de Louis Éthis de Corny, procureur de la ville, se rend au fort de la Bastille. Thuriot qui souhaite éviter un affrontement, presse les Invalides pour passer la seconde enceinte, inspecte les lieux et demande des garanties. Le gouverneur s'engage à ne pas prendre l'initiative des tirs. La foule des émeutiers armée des fusils pris aux Invalides se rassemble devant la Bastille. Elle amène avec elle cinq des canons pris la veille aux Invalides et au Garde-Meubles, dont deux canons damasquinés d’argent offerts un siècle auparavant par le roi de Siam à Louis XIV. Ils sont servis par des militaires ralliés à la foule et tirent sur les portes de la forteresse.
Une explosion, prise à tort par les émeutiers comme une canonnade ordonnée par le gouverneur, déclenche les premiers assauts. Des émeutiers pénètrent dans l'enceinte par le toit du corps de garde et attaquent à coups de hache les chaînes du pont-levis.
À 13 h 30,  les quatre-vingt-deux invalides défenseurs de la Bastille et trente-deux soldats suisses détachés du régiment de Salis-Samade ouvrent le feu sur les émeutiers qui continuent leurs assauts contre la forteresse, faisant une centaine de tués. Durant trois heures et demie, la Bastille est alors soumise à un siège régulier.

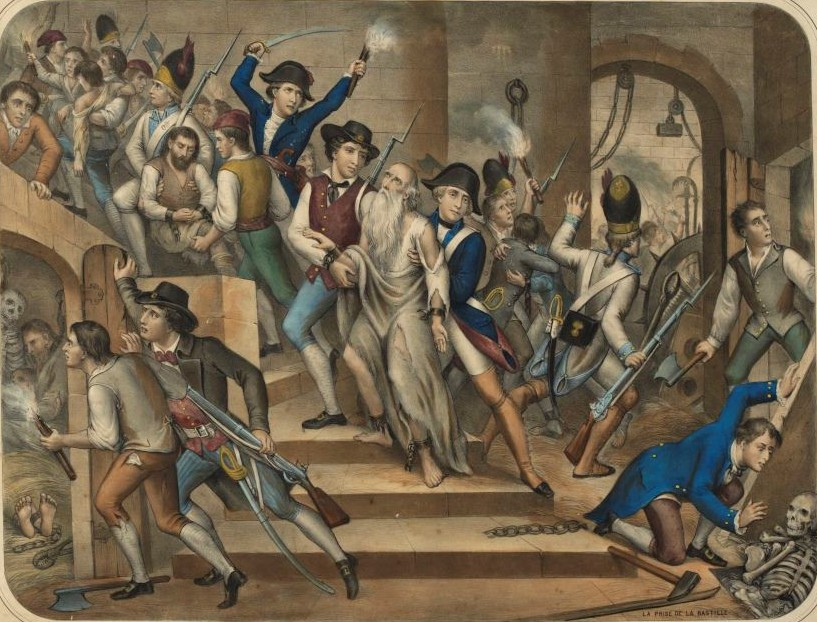
La Prise de la Bastille, H. Jannin, musée de la Révolution française.

À 14 h, une troisième délégation se rend à la Bastille dans laquelle se trouve l’abbé Claude Fauchet, suivie à 15 h d'une quatrième avec de nouveau Louis Éthis de Corny, accompagné de Louis-Lézin de Milly, son secrétaire, du comte Piquod de Sainte-Honorine, de Poupart de Beaubourg, Boucheron, Fleurie, Jouannon et Six. Cette dernière délégation, voulue dans les formes par le comité permanent de l'hôtel de ville, affublée d'un tambour et d'un drapeau pour afficher son caractère officiel, se présente devant le marquis de Launay mais n’obtient toujours rien. Pire, les parlementaires reçoivent une décharge de mousqueterie qui touche la foule. Les soldats de la garnison de la Bastille et les assiégeants échangent des tirs. Dans la confusion, même cette dernière délégation est prise à partie par la foule des assiégeants. Les négociations sont dès lors closes, et c'est par la force que l'on compte prendre la forteresse.
À 15 h 30,  un détachement de soixante-et-un hommes des Gardes françaises, composé en grande partie des grenadiers de Reffuveilles et des fusiliers de la compagnie de Lubersac, et commandé par le sergent-major Wargnier et le sergent Antoine Labarthe, accompagnés de Pierre-Augustin Hulin, ancien sergent aux Gardes-Suisses et Jacob Job Élie, sergent dans le régiment de la Reine, se présentent au milieu d'une vive fusillade devant la Bastille. Ces soldats expérimentés arrivent dans la cour de l'Orme, traînant à bras cinq pièces de canon et un mortier sont mis en batterie et dirigés sur les embrasures du fort, dont ils éloignent les canonniers et les tirailleurs. Les deux autres pièces sont braquées sur la porte qui faisait communiquer la cour intérieure avec le jardin de l'Arsenal, et cette porte cède bientôt sous leurs coups. Aussitôt la foule se précipite pour pénétrer dans la Bastille; mais les Gardes Françaises, conservant tout leur sang-froid au milieu du tumulte, forment une barrière au-delà du pont et par cet acte de prudence sauvent la vie à des milliers de personnes qui se seraient précipitées dans le fossé.

## Reddition de la Bastille

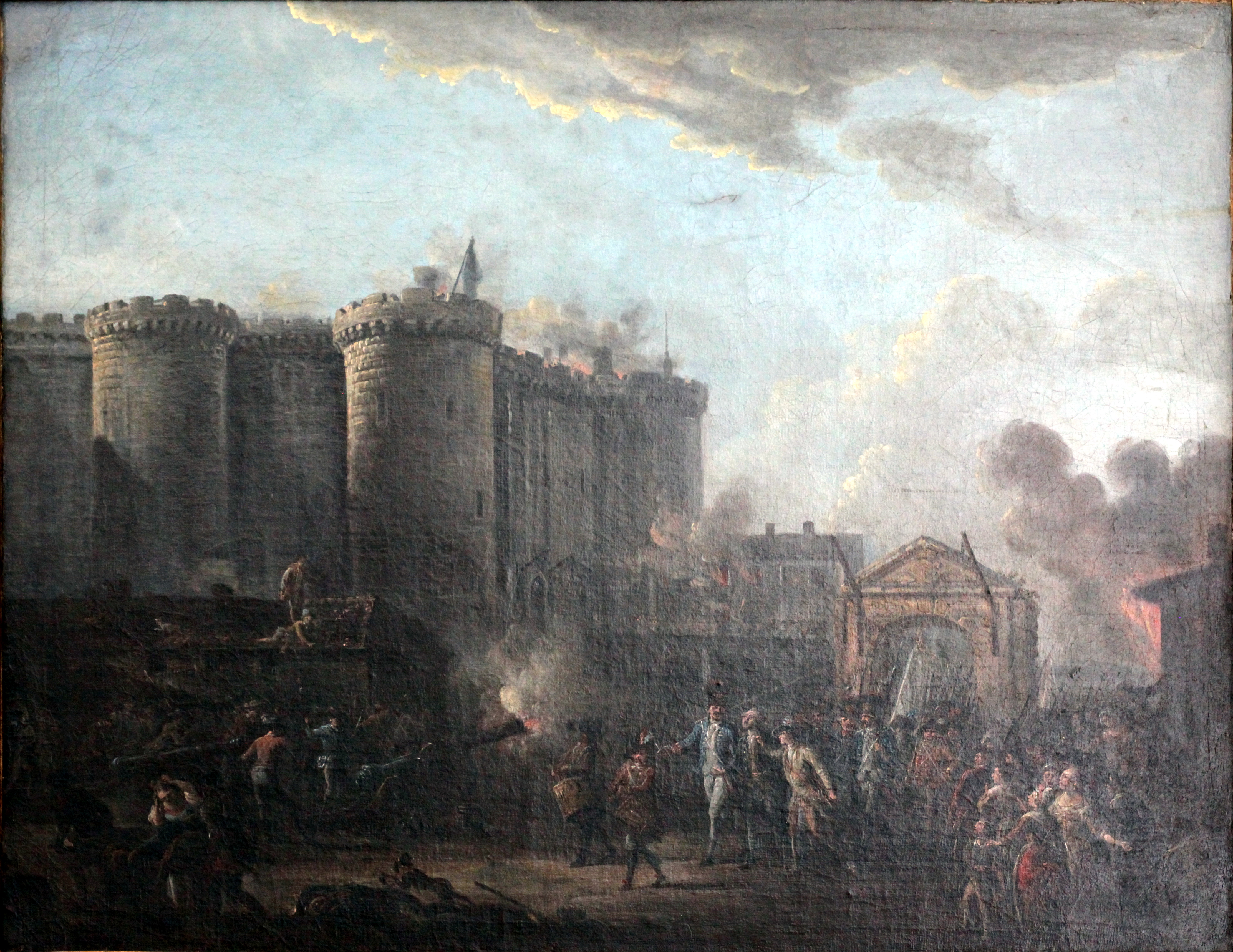
Arrestation du gouverneur de la Bastille, Jean-Baptiste Lallemand, musée de la Révolution française.

De Launay, isolé avec sa garnison, constatant que malgré l'ampleur de leurs pertes les assaillants ne renoncent pas, négocie l'ouverture des portes sur promesse des assiégeants qu’aucune exécution n’aura lieu après la reddition. Les émeutiers, parmi lesquels on dénombre une centaine de tués et soixante-treize blessés envahissent la forteresse, s’emparent de la poudre et des balles, puis libèrent les sept captifs qui y étaient emprisonnés. Lors de leur reddition, les soldats de la garnison avaient hissé le drapeau blanc et mis les fusils crosse en l'air. La garnison de la Bastille, prisonnière, est conduite à l’hôtel de ville pour être jugée. En chemin, de Launay est roué de coups, massacré à coups de sabre, décapité au couteau par l'aide-cuisinier Desnot et sa tête mise au bout d'une pique. Les têtes de Launay et de Jacques de Flesselles, prévôt des marchands de Paris sont promenées au bout d’une pique dans les rues de la capitale jusqu’au Palais-Royal. Plusieurs des invalides trouvent aussi la mort pendant le trajet. De Flesselles est assassiné sur l’accusation de traîtrise.
Outre les prisonniers, la forteresse héberge les archives du lieutenant de police de Paris qui sont soumises à un pillage systématique. Ce n’est qu’au bout de deux jours que les mesures sont prises par les autorités afin de conserver ces traces de l’histoire. Même Beaumarchais, dont la maison est située juste en face, n’avait pas hésité à puiser dans les papiers. Dénoncé, il doit d’ailleurs les restituer.
À 18 h, ignorant la chute de la Bastille, Louis XVI ordonne aux troupes d’évacuer Paris. Cet ordre est apporté à l’hôtel de ville à deux heures du matin.

### Prisonniers libérés
Les prisonniers étaient au nombre de sept :
- Auguste-Claude Tavernier qui avait tenté d'assassiner Louis XV lors des chasses en forêt de Sénart et qui était enfermé depuis le 4 août 1759, soit depuis 30 ans.
- Le comte Jacques-François Xavier de Whyte de Malleville, atteint de folie et enfermé à la demande de sa famille.
- Le comte de Solages emprisonné depuis 1784 à la demande de son père pour des « actes monstrueux ».
- Quatre faux monnayeurs : Jean Lacorrège, Jean Béchade, Jean-Antoine Pujade, Bernard Larroche.

Les faux monnayeurs disparurent dans la foule dès leur libération. Les trois autres furent portés en triomphe dans les rues. Les deux premiers furent de nouveau incarcérés dès le lendemain à l'hospice de Charenton. Le comte de Solages regagna son pays près d'Albi où il mourut en 1824.

## Réactions des contemporains

### Réactions du roi et de la Cour
Le 14 juillet 1789, en rédigeant son journal intime, le Roi qui revenait d'une partie de chasse, écrira pour cette même date : « Rien » car il était revenu bredouille de la chasse. En effet, la matière ordinaire de son journal était composée de chasses, réceptions, cérémonies civiles ou religieuses, voyages, etc. De plus, ce carnet a aussi servi le 17 juillet pour indiquer que le roi s'était rendu à l’hôtel de ville de Paris.
La légende rapporte que le Roi ne put être tenu informé des événements parisiens le jour même. Ce n'est que le lendemain, à son réveil le 15 juillet à 8 heures, à Versailles, que le duc de La Rochefoucauld-Liancourt annonça à Louis XVI la prise de la Bastille. Le dialogue suivant a souvent été cité par les historiens du XIXe siècle :
— C’est une révolte ? » demanda Louis XVI.
— Non sire, ce n’est pas une révolte, c’est une Révolution. » répondit le duc de La Rochefoucauld.
Néanmoins, il est avéré que dès le jour même Versailles et le roi étaient au courant de la prise de la Bastille. Le récit est de la marquise de La Rochejaquelein : « Le 13 juillet 1789, les régiments de Bouillon et de Nassau arrivèrent à Versailles. On les logea dans l'Orangerie ; nous fûmes les voir. Le lendemain, 14 juillet, une foule brillante et nombreuse se promenait dans le parterre du midi, au-dessus de l'Orangerie. Les officiers avaient rassemblé la musique, qui jouait des airs charmants ; la joie brillait sur tous les visages : c'était un tableau ravissant ; mais jamais je n'oublierai le changement subit qui s'opéra. Nous entendîmes d'abord des chuchotements. M. de Bonsol, officier des gardes du corps, vint à nous, et dit tout bas : Rentrez, rentrez, le peuple de Paris est soulevé ; il a pris la Bastille ; on dit qu'il marche sur Versailles. Nous nous dirigeâmes aussitôt vers notre appartement. Partout la crainte succédait à la gaieté, et en un instant les terrasses furent désertes ». On note par ailleurs une première vague d'émigration massive au lendemain de la prise de la forteresse. Le 16 juillet, le comte d'Artois et le prince de Condé, colonel général de l’infanterie, avaient déjà gagné les frontières du royaume. S'ensuivent les départs des principaux secrétaires d'État, Villedeuil, Broglie et La Vauguyon.

### Réaction de l'armée royale
Un fossé déjà ancien s'est creusé davantage au sein des armées royales après les événements parisiens. Les officiers n'ont plus confiance en leurs hommes. Le 14 juillet, cinq de six bataillons des Gardes françaises s'étaient mutinés et certains avaient rejoint les émeutiers. La semaine précédant les événements, on dénombrait déjà soixante-neuf désertions dans le régiment de Provence et vingt-neuf dans celui du Régiment Royal-Picardie cavalerie.
Le régiment allemand Royal-Hesse-Darmstadt, alors cantonné à Strasbourg, apprit la prise de la Bastille le 23 juillet 1789. Il accueillit la nouvelle avec force joie et tapages, ce qui lui valut d'être envoyé en garnison à Neufbrisach. Néanmoins, son ardeur patriote (il fut le premier à adopter la cocarde tricolore) lui valut un retour triomphal à Strasbourg, où il fut acclamé par les bourgeois de la ville.

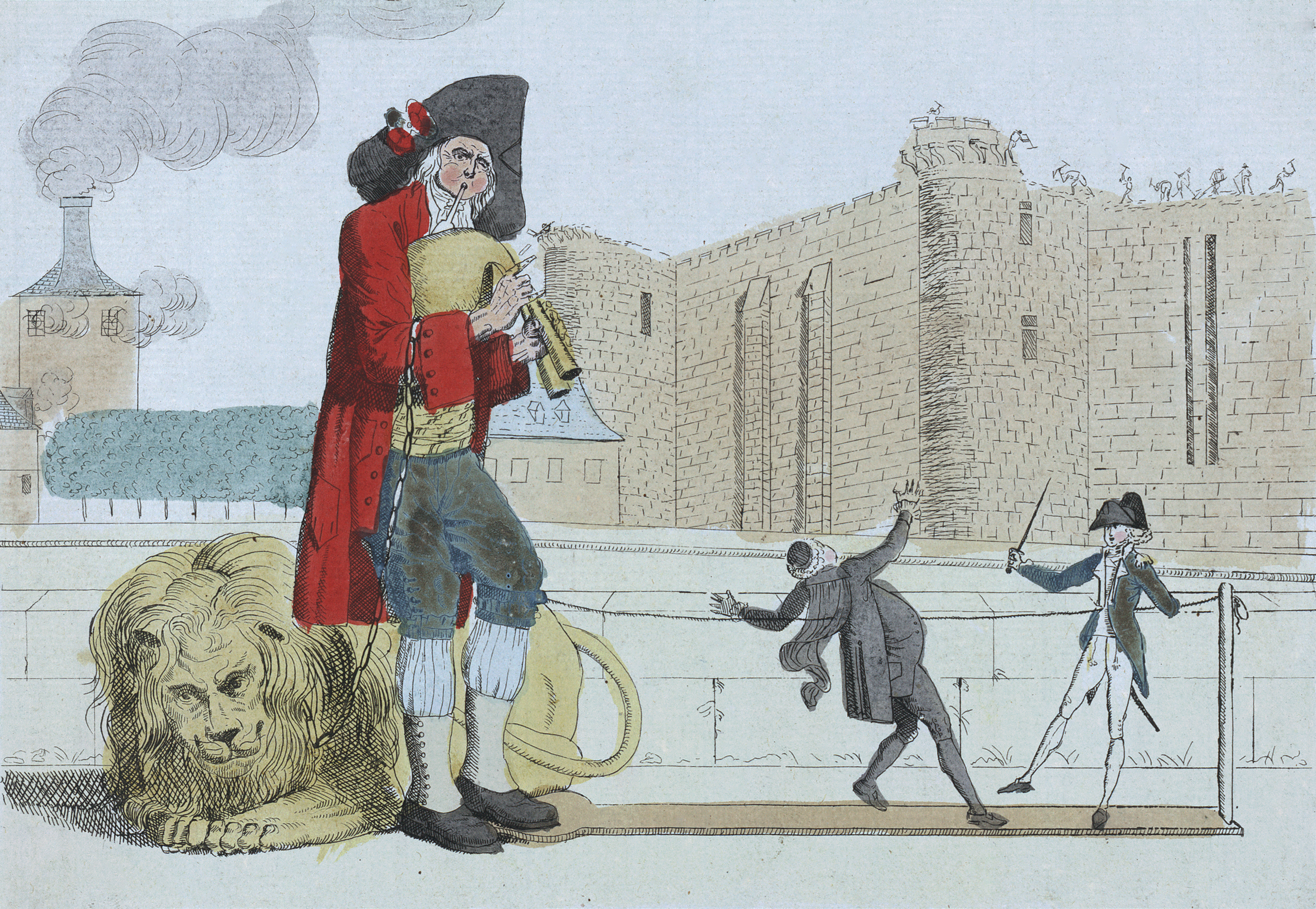
Adieu Bastille ! (1789), gravure anonyme représentant le tiers état en liesse et le déclin des privilégiés.

### Réactions des observateurs étrangers
Dès le 16 juillet, le duc de Dorset, ambassadeur d’Angleterre et familier du comte d’Artois, écrivait au Foreign Office : « Ainsi, mylord, s’est accomplie la plus grande révolution dont l’Histoire ait conservé le souvenir, et, relativement parlant, si l’on considère l’importance des résultats, elle n’a coûté que bien peu de sang. De ce moment, nous pouvons considérer la France comme un pays libre ». Pour Charles James Fox, c'est « le plus grand événement qui soit jamais arrivé au monde ».
Ce spectacle inouï provoque chez Edmund Burke un tel étonnement qu'il ne sait s'il doit y souscrire ou le condamner.
Un voyageur anglais, le docteur Edward Rigby, arrivé à Paris le soir du 7 juillet avec deux compagnons et reparti le dimanche 19, rapporte dans les lettres écrites à sa famille, leur incrédulité devant la capacité d’une foule inexpérimentée à s’emparer d’une telle forteresse ; les propos de Parisiens qui, les ayant reconnus pour Anglais, exprimèrent leur joie d’être à présent des citoyens aussi libres qu’eux. Il relate le spectacle « horrible, à faire frissonner » des têtes du gouverneur de Launay et de Flesselles fichées sur des piques puis « la sauvagerie féroce [qui] saisit les spectateurs ».

## Devenir de l'édifice après l'insurrection
Outre les prisonniers, la forteresse héberge les archives du lieutenant de police de Paris qui sont soumises à un pillage systématique. Les Gardes-Françaises les dispersent en partie dans les fossés de la forteresse. Dès le 15 juillet, les autorités municipales tentent de les récupérer. Beaumarchais, dont la maison est située juste en face, n’hésite pas à puiser dans les papiers. Dénoncé, il devra d’ailleurs les restituer. En 1798, elles sont conservées à la Bibliothèque de l'Arsenal — dont le directeur est alors Hubert-Pascal Ameilhon — et cataloguées depuis le XIXe siècle (60 000 dossiers comprenant 600 000 feuillets, essentiellement des lettres de cachet, interrogatoires, suppliques au roi, correspondances de l'embastillé).

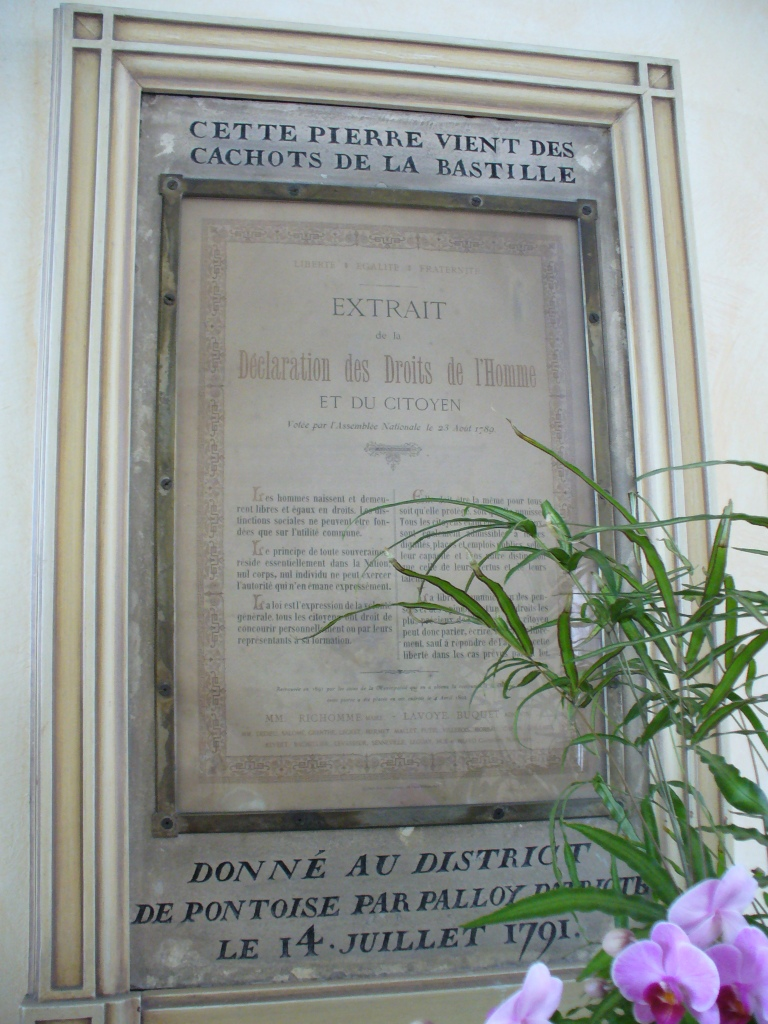
Pierre de la Bastille (conservée à la mairie de Pontoise).

La Bastille fut ensuite démolie à partir du 15 juillet sous la direction de l'entrepreneur privé Pierre-François Palloy qui emploie pour ce faire 800 ouvriers. Son chantier fait l'objet de nombreuses visites, Beaumarchais, Mirabeau, attirés par la poétique des ruines ou voulant participer à cet événement. Celui-ci monta un commerce annexe en transformant les chaînes de la Bastille en médailles patriotiques et en vendant des bagues serties d'une pierre de l'ancienne forteresse.

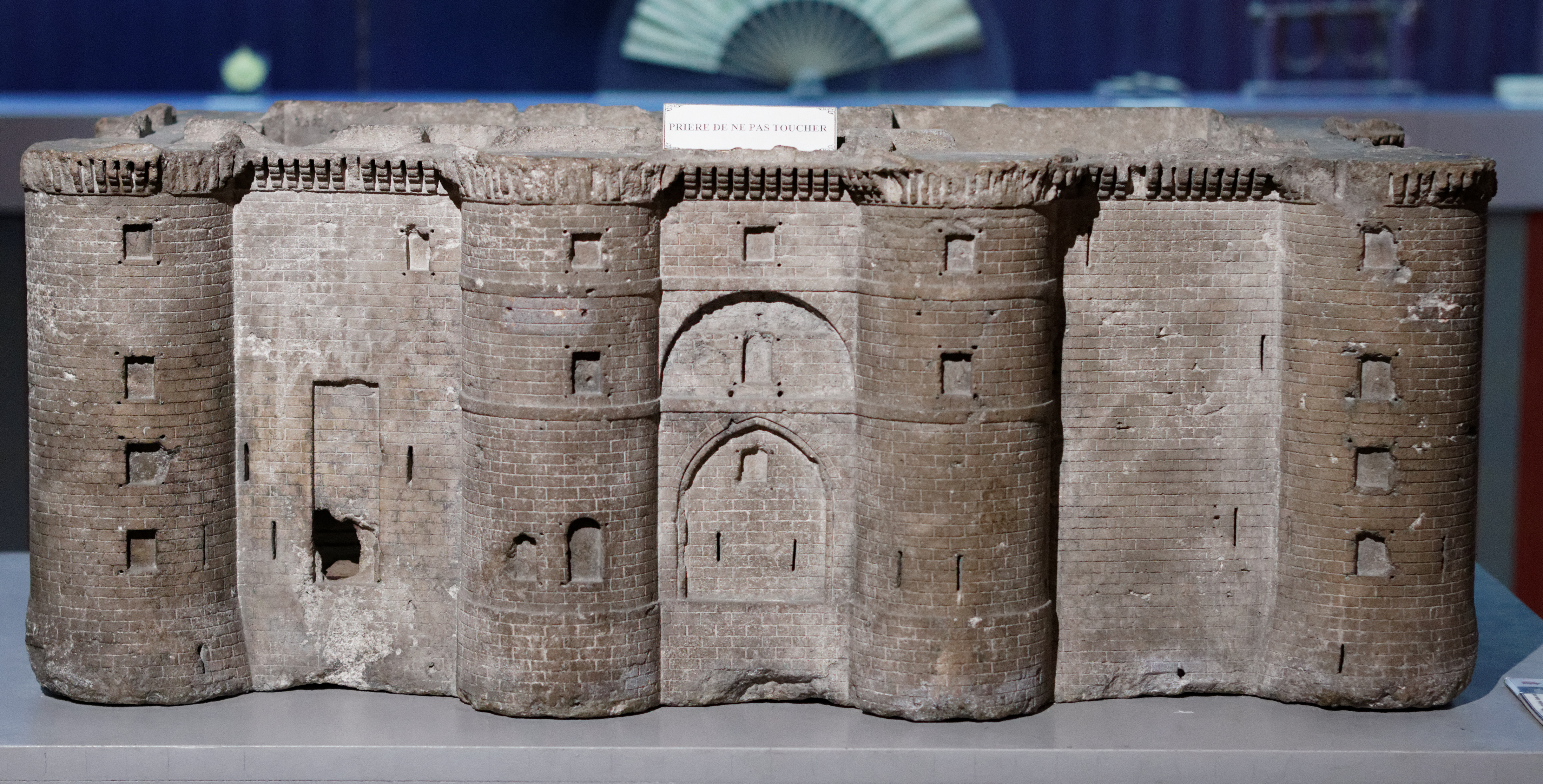
Miniature de la Bastille sculptée dans une pierre de la Bastille (musée Carnavalet).

Palloy fit faire également des maquettes de l'édifice qui furent envoyées dans tous les chefs-lieux des départements français. On peut y ajouter la transformation en objets de piété et de culte, de tout ce qu’il put récupérer sur les boiseries et les ferronneries de la vieille forteresse. La plus grande part a servi à construire le pont de la Concorde. Le marquis de La Fayette envoya une des clés de la Bastille à George Washington, l’une des grandes figures de la révolution américaine et premier président des États-Unis. Elle est aujourd’hui exposée à la résidence de Mount Vernon, transformée en musée. Une autre des clés fut envoyée à Gournay-en-Bray, lieu de naissance, du premier révolutionnaire à être entré dans la Bastille, Stanislas-Marie Maillard. Cette dernière clé a depuis disparu.
C'est à la fonderie de Romilly, dans l'Eure, qu'ont été conservées jusqu'à sa fermeture l'horloge et les cloches de la forteresse. Le carillon quant à lui se trouve actuellement au Musée européen d'art campanaire, à L'Isle-Jourdain (Gers). La disparition de la Bastille n'empêche pas son mythe de renaître dès la Révolution sous la forme d'une mode « à la Bastille » (bonnet, souliers, éventails).

## Historiographie et mythologie de l'événement

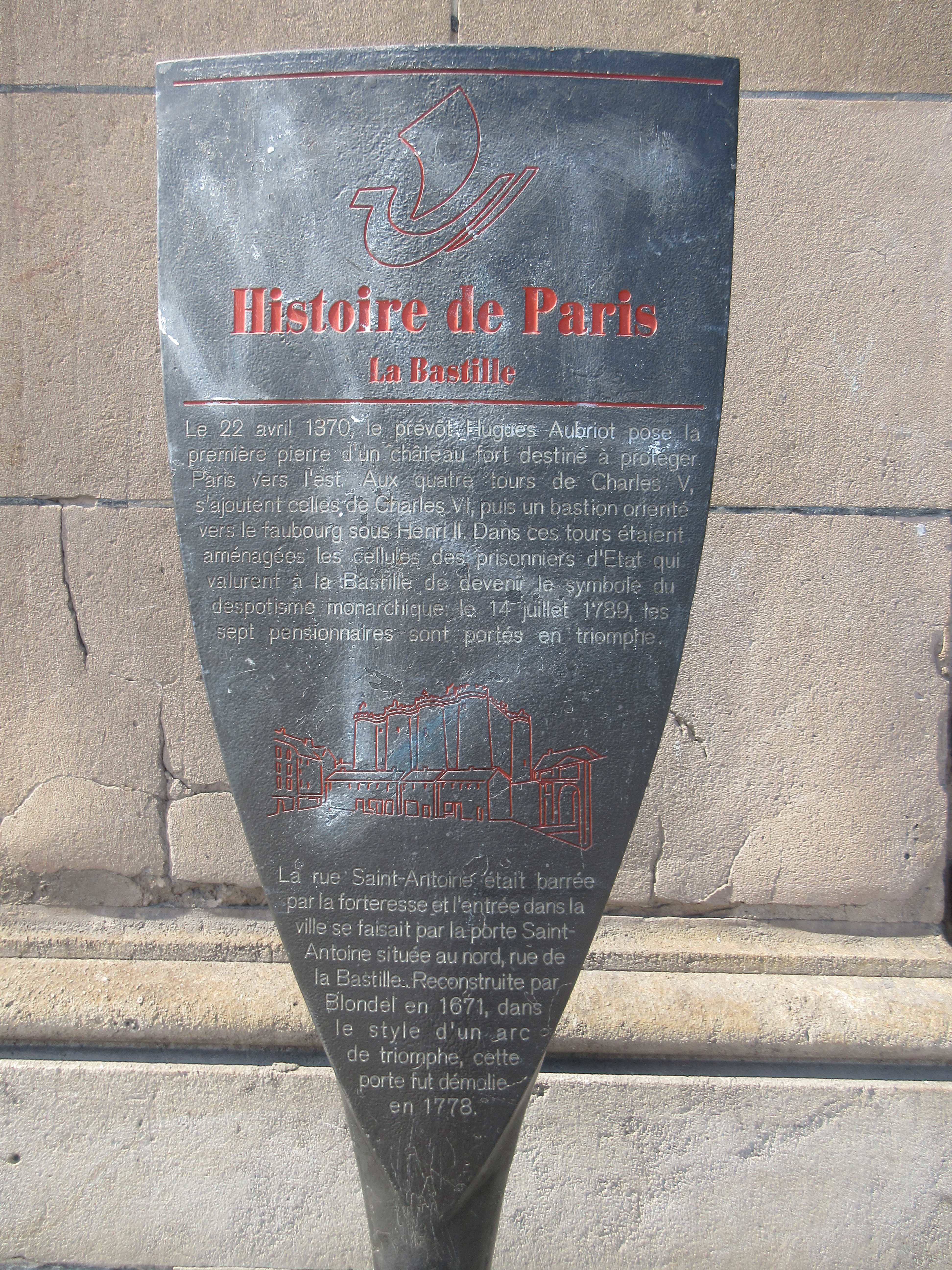
Panneau Histoire de Paris
« La Bastille »

### Légende noire d'une prison d'État
« C'était, dit un observateur, c'était un temps orageux, lourd, sombre, comme un songe agité et pénible, plein d'illusions, de trouble. Fausses alarmes, fausses nouvelles ; fables, inventions de toutes sortes. »

— Jules Michelet, Histoire de la Révolution française

#### Image de la Bastille avant la Révolution

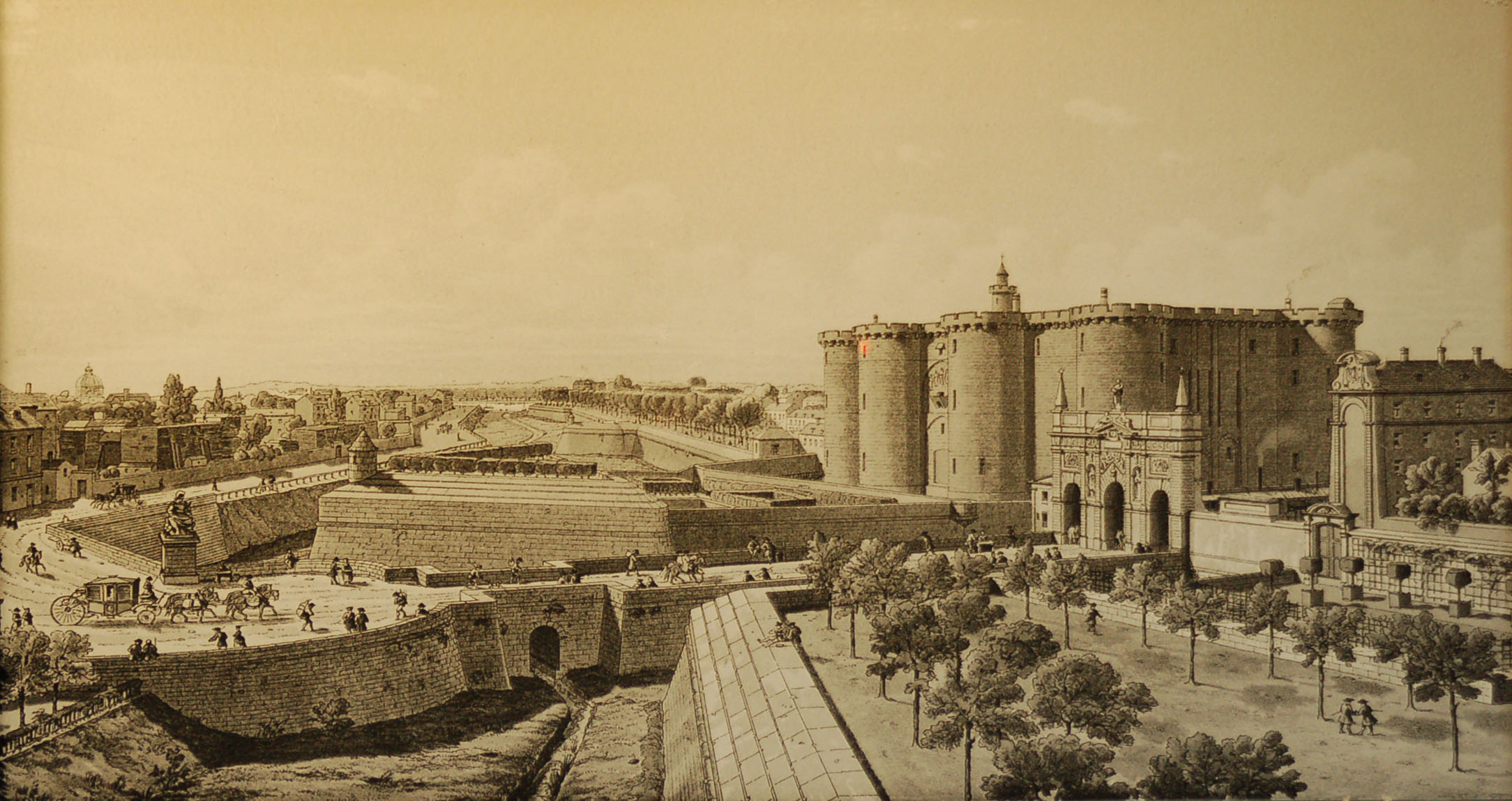
La Forteresse de la Bastille.

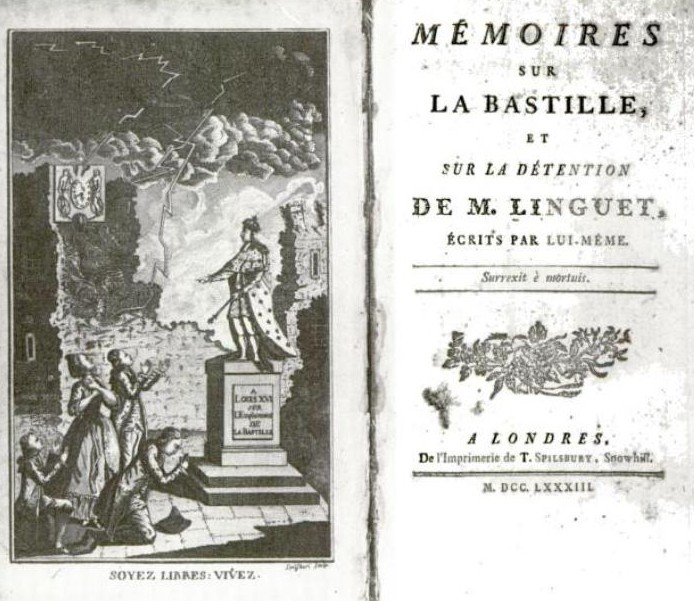
Frontispice des Mémoires sur la Bastille de Linguet, 1783.

Le premier témoignage écrit sur la prison est le livre des pseudo-mémoires d'un calviniste français, Constantin de Renneville, qui livre une histoire fantasmée de la Bastille. Il en fait un bastion terrifiant du pouvoir arbitraire et inquisitorial et l'oppose à la tour de Londres,. Les récits « antibastillonnaires » se multiplient dans les années 1770 - 1780. Deux ouvrages publiés à l'étranger participent grandement à associer la Bastille et l'arbitraire : Mirabeau avec Des lettres de cachet et des prisons d'État (Hambourg, 1782) et Simon-Nicolas-Henri Linguet, Mémoires sur la Bastille (Londres, 1783). Ce dernier ouvrage se fait fort de distinguer le « bon roi » justicier de ses mauvais et tyranniques ministres. Louis-Sébastien Mercier, qui en donne une peinture effroyable dans son Tableau de Paris, prophétise sa chute dans l'An 2440, rêve s'il en fut jamais.
L’imagerie pré- et post-révolutionnaire, notamment par les gravures, a largement contribué à entretenir le mythe d’une Bastille abritant des cachots où pourrissaient les victimes de la monarchie. Cependant, la Bastille avait perdu pour partie sa fonction de prison d’État. La plupart de ses détenus n'étaient pas des victimes de l'« arbitraire » royal, les lettres de cachet ne concernant des affaires d'État que pour une très faible minorité du corpus, de l'ordre de 4 ou 5 %. La majorité de ses résidents était constituée de grands personnages et des jeunes gens incarcérés pour dissipation ou libertinage, le plus souvent à la demande de leur propre famille ou de leur entourage. Elle était enfin la forteresse qui rappelait dans le paysage parisien, l'usage que pouvait en faire le pouvoir en période de troubles, en particulier au cœur du populaire faubourg Saint-Antoine.

#### Récits consécutifs à la prise de la Bastille

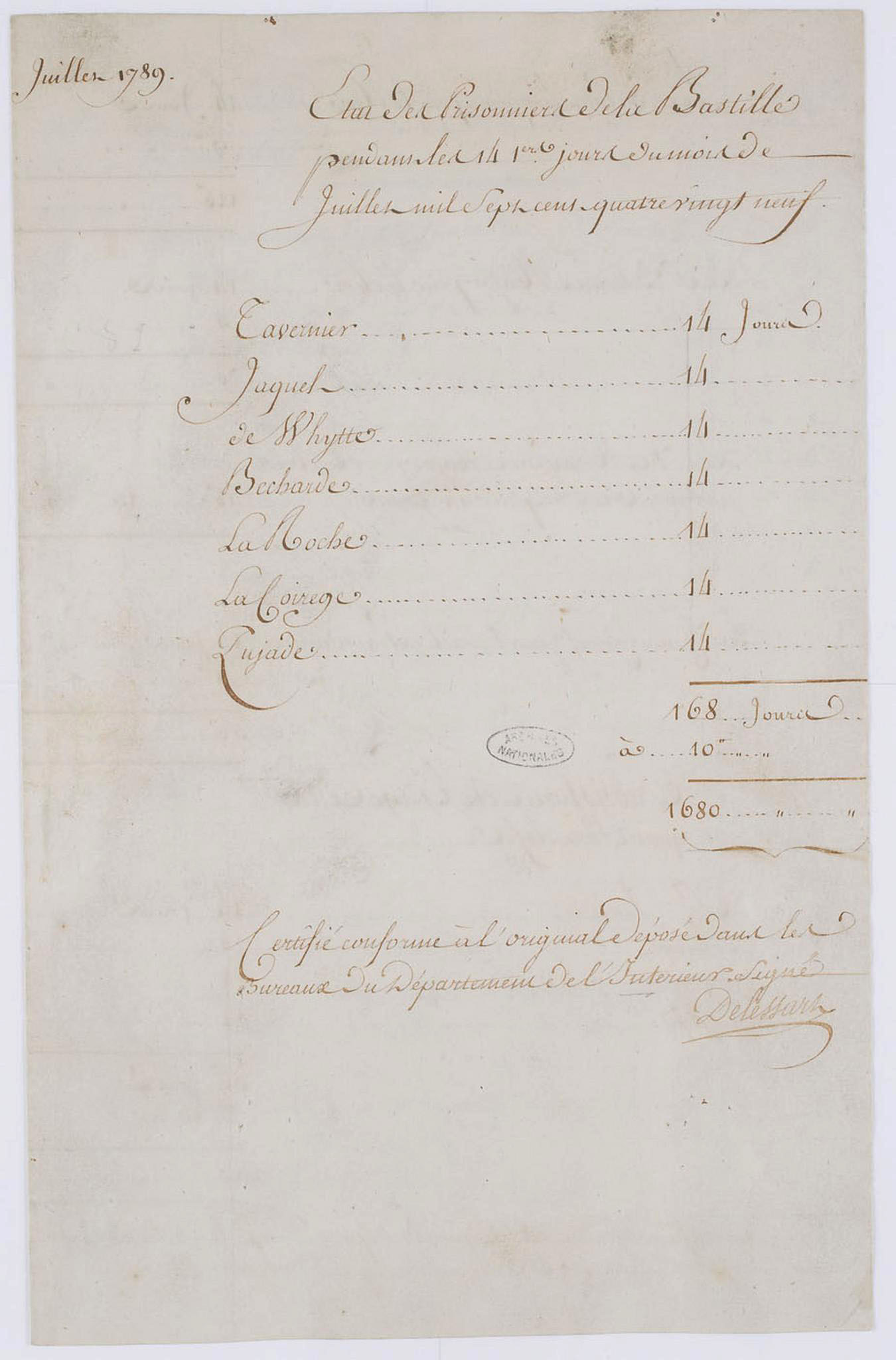
Liste des prisonniers enfermés à la Bastille du 1er au 14 juillet 1789. Archives nationales AE/II/1166(c).

Le 14 juillet 1789, la forteresse ne comptait que sept prisonniers : quatre faussaires, dont le procès était en cours d'instruction ; deux fous, Auguste Tavernier et Francis Xavier Whyte dit chevalier de Whyte de Malleville ; le comte de Solages, un noble, criminel, enfermé à la demande de sa famille, probablement pour inceste. Les autres prisonniers, comme le marquis de Sade ou Anne-Gédéon Lafitte de Pelleport, avaient été transférés ou libérés peu avant (8 jours avant pour le marquis de Sade). « Quasi vide sans doute, mais surchargée : surchargée de la longue histoire entretenue entre la monarchie et sa justice ». Ainsi, une légende noire enveloppait la forteresse et en faisait le symbole du despotisme ministériel ou de l'arbitraire royal. Cette image, dont témoignent les cahiers parisiens explique pour une part l'« émotion populaire » de cette journée du 14 juillet.
Déçus de trouver ces prisonniers en nombre si faible et manquant de prestige, les émeutiers en inventent un faux, appelé comte de Lorges, « un malheureux vieillard qui fut trouvé chargé de chaînes, à moitié nu, avec des cheveux et une barbe de divinité fluviale, au fond d'un cachot où ne pénétrait pas la lumière et dont les murailles suintaient l'humidité […]. Le misérable vieillard, qui gisait là depuis des années et des années, fut comme de juste porté en triomphe par les amis de la liberté aux acclamations d'un peuple en délire ».
Après la prise de la Bastille, des auteurs, comme Jean-Joseph Dusaulx, inventent de toutes pièces des supplices qu'auraient subis les détenus. Une vieille armure et une imprimerie sont présentées comme des instruments de torture. On prétend que des squelettes découverts dans le remblai d'un bastion sont ceux des victimes de la tyrannie. La légende veut aussi que les révolutionnaires auraient trouvé le squelette du célèbre « homme au masque de fer ».

### Mise en scène et ritualisation des «vainqueurs de la Bastille»

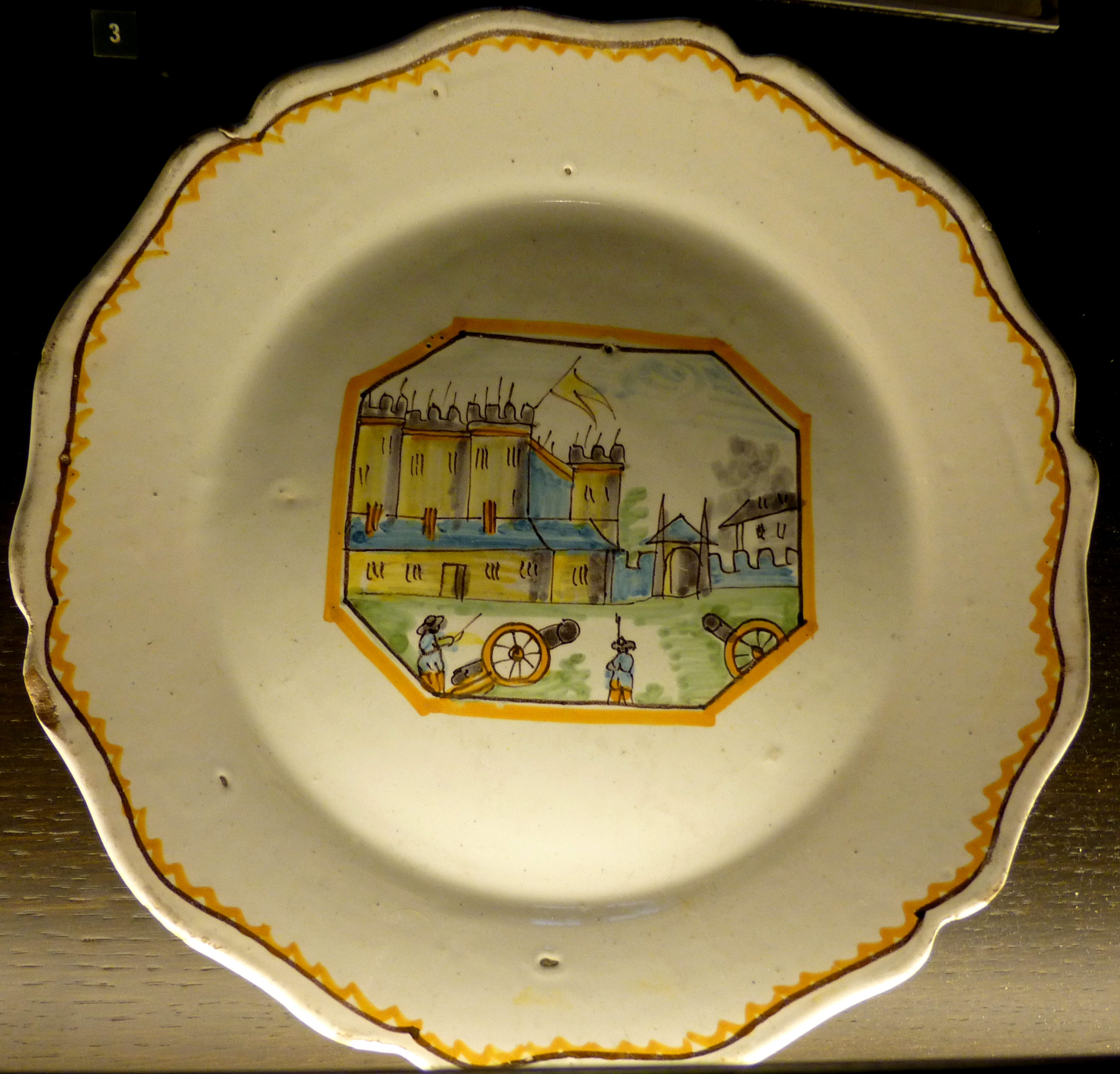
Prise de la Bastille dessinée sur une assiette en faïence de grand feu polychrome, Nevers 1789

Les personnes ayant pris part à la prise de la Bastille sont honorées lors de la Révolution sous le titre de « Vainqueurs de la Bastille ». En 1790, l'Assemblée constituante leur décerne un brevet, des décorations, un uniforme et des armes.

### Historiographie contre-révolutionnaire et positiviste
Chateaubriand a assisté à « cet assaut contre quelques invalides et un timide gouverneur ». Il se livre dans les Mémoires d'outre-tombe à un récit qui veut a posteriori déconstruire le mythe en présentant les vainqueurs de la Bastille comme des « ivrognes heureux, déclarés conquérants au cabaret ; des prostituées et des sans-culottes », « spectacle que des béats sans cœur trouvaient si beau » et où, au milieu des meurtres, « on se livrait à des orgies, comme dans les troubles de Rome, sous Othon et Vitellius ».
Chez Taine, on trouve la même image de la « populace » comparée là encore à des « barbares » ou à des « animaux ».

### Historiographie duXIXesiècle
L’importance de la prise de la Bastille a été exaltée par les historiens romantiques, comme Jules Michelet, qui en ont fait un symbole fondateur de la République.

## Références culturelles

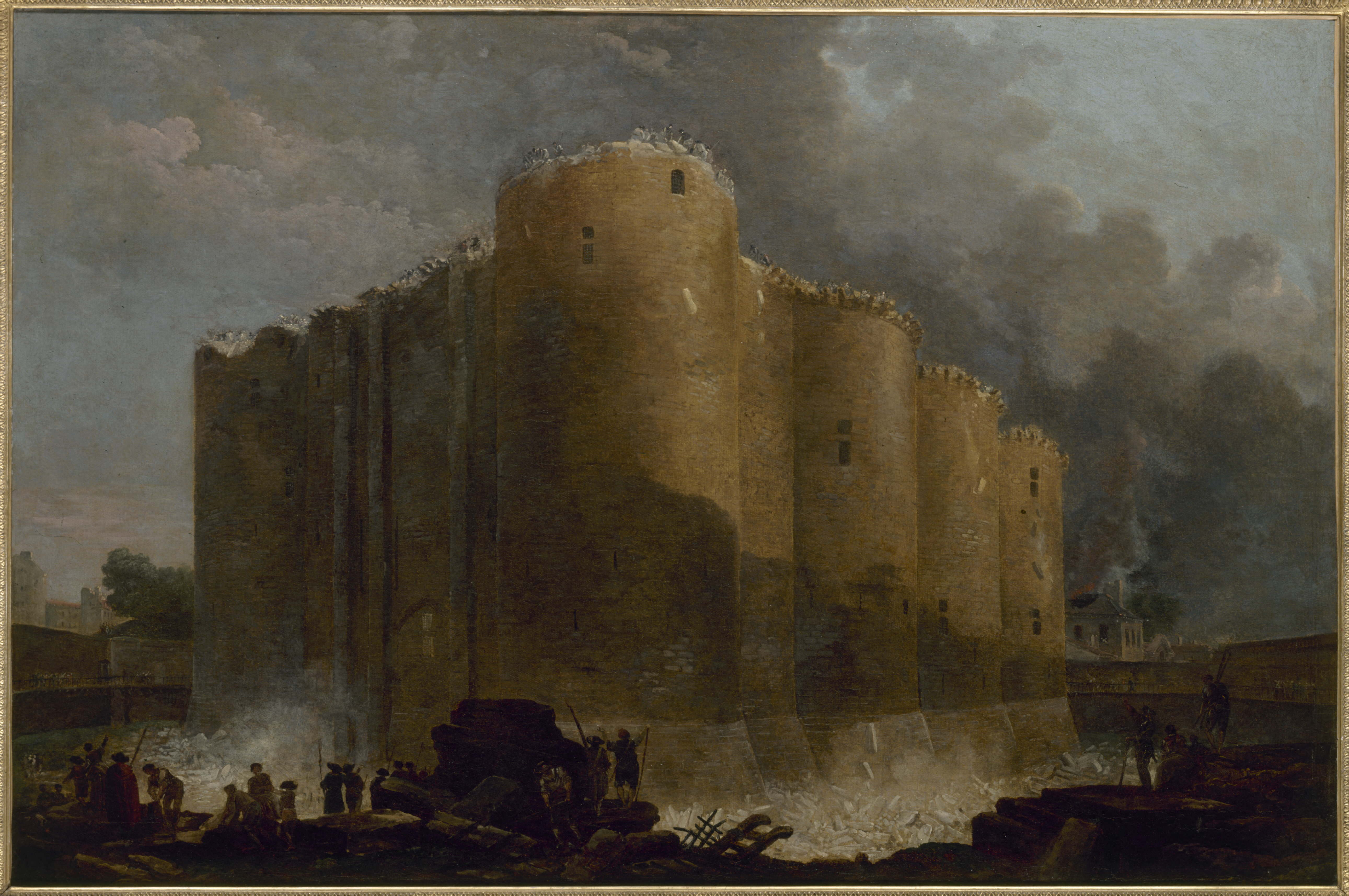
La Bastille dans les premiers jours de sa démolition d'Hubert Robert, 1789, musée Carnavalet.